# Аликура (язовир)
Аликура е язовир в Аржентина, първата от 5 диги, построени по течението на река Лимай в северозападната част на регион Комахуе в страната, на около 100 км от гр. Сан Карлос де Барилоче. Построен е през 1985 година.
Язовирът се използва главно за производство на електричество. В резервоара се разпложда сьомга и пъстърва. Водосборният басейн на Аликура е 67,5 km², като средната дълбочина е 48 метра (най-голямата дълбочина е 110 метра), има обем 327 000 hm³.

## Технически данни
Електроцентралата към язовира има мощност 1000 мегавата. Намира се в подножието на Андите, на 130 km северно от Барилоче и на 190 km на юг от Сан Мартин де лос Андес.